# 러시아-폴란드 관계
러시아-폴란드 관계는 중세 후기로 거슬러 올라가는 길고 종종 격동적인 역사를 가지고 있다. 수세기 동안 폴란드와 러시아 사이에는 여러 차례 전쟁이 있었으며, 폴란드는 영연방 시대에 한때 모스크바를 점령했고, 이후 19세기와 20세기에 러시아가 폴란드를 점령하면서 관계가 긴장되고 폴란드가 독립을 재획득하려는 시도가 여러 차례 있었다. 1989년 공산주의가 몰락한 후 소련의 미하일 고르바초프 서기장과 이후 러시아 대통령 보리스 옐친 치하에서 관계가 악화되면서 러시아-폴란드 관계는 새로운 국면에 접어들었다. 2008년 러시아의 조지아 침공과 2014년 러시아의 크림반도 합병, 특히 2022년 러시아의 우크라이나 침공으로 인해 관계가 상당히 악화되기 시작했다.
러시아-우크라이나 전쟁 이후 폴란드와 러시아 정부와 국민 간의 관계는 점점 더 적대적으로 변하고 있다. 2022년 여론조사에 따르면 폴란드인의 2%만이 러시아를 긍정적으로 평가했으며, 이는 조사 대상 국가 중 세계에서 가장 낮은 수치이다.

## 역사

### 러시아-조지아 전쟁
2008년 러시아의 조지아 침공 당시 폴란드 대통령 레흐 카친스키는 조지아의 수도 트빌리시로 날아가 조지아를 지지하는 시위를 벌였다. 카친스키는 조지아 의회 앞에서 연설을 통해 러시아가 무력으로 이 지역에서 지배력을 회복하려고 한다고 경고했다. 이후 폴란드 정부는 동유럽 국가들을 이끌고 러시아에 대한 제재를 제안했고, 이는 러시아 정부의 분노를 샀다.

### 러시아의 우크라이나 침공
2022년 러시아의 우크라이나 침공을 앞두고 마테우시 모라비에츠키 폴란드 총리는 블라디미르 푸틴 러시아 대통령이 러시아 제국을 재건하려 한다고 경고하며 유럽이 단결하고 푸틴의 꿈을 실현하지 못하도록 촉구했다. 2월 22일, 푸틴이 우크라이나 도네츠크와 루한스크 지역의 독립을 인정한 후 모라비에츠키 총리는 이 조치를 "우크라이나에 대한 침략 행위"라고 불렀고, 폴란드 지도자들은 유럽 강대국들에게 러시아에 대한 강력한 금융 제재를 취할 것을 촉구했다. 모라비에츠키는 독일의 러시아 노르드 스트림 2 가스 파이프라인을 "해롭고 위험하다"고 지적했다.
2022년 러시아의 우크라이나 침공이 시작된 후, 폴란드는 EU 국가 중 하나로서 러시아에 제재를 가했고, 러시아는 모든 EU 국가를 "비우호적인 국가" 목록에 추가했다.
2월 24일, 러시아의 침공이 시작된 후 모라비에츠키는 트위터에 "우리는 우크라이나 유럽에 대한 러시아의 범죄 공격에 즉시 대응해야 하며, 자유 세계는 푸틴을 막아야 한다"고 적었다.

## 무역
2021년 폴란드는 러시아에 88억 3천만 달러 상당의 상품을 수출했으며, 가장 큰 상품은 컴퓨터였다. 러시아의 대폴란드 수출은 127억 달러였으며, 주요 상품은 원유였다. 1995년부터 2021년까지 폴란드 수출은 연평균 7.84% 증가했으며, 러시아 수출은 평균 7.92% 증가했다.
2022년 러시아의 우크라이나 침공 이후 러시아와 폴란드가 취한 EU 제재와 결정은 러시아로부터의 석유 및 가스 수입이 감소하여 양국 간 무역 수지에 영향을 미쳤음을 의미한다.